# Großbardorf
Großbardorf è un comune tedesco di 989 abitanti, situato nel land della Baviera.